# Kazališni sat
Predstava Kazališni sat po tekstu Karela Čapeka "Kako nastaje kazalište" koju je dramatizirao Jasen Boko kultna je predstava Gradskog kazališta mladih koja je premijerno izvedena 14. svibnja 1992., te je do danas neprestalno na repertoaru sakupivši više od 600 izvedbi te postavši jedna od najdugovječnijih hrvatskih kazališnih predstava u povijesti. 
Redatelj predstave je Vanča Kljaković. 
Službena najava predstave glasi: Kazališni sat jest dramska predstava o tome kako nastaje - dramska predstava! Upoznavanje publike s funkcioniranjem kazališta i nastankom predstave - od dobivanja dramskog teksta i odabira glumaca, pa sve do premijere - izvršeno je dramskim sredstvima, s izbjegavanjem naracije i predavačkog stila. Predstava ujedno ukazuje na važnost individualnog pristupa po kojem je jedan te isti tekst - zavisno od volje i viđenja redatelja - može na sceni poprimiti oblik tragedije, komedije ili pak drame.
Uz kultnu predstavu Stilske vježbe Bokina predstava je jedna od najizvođenijih u Hrvatskoj, a gostovala je na brojnim pozornicama, u školskim učionicama, te sudjelovala na gotovo svim domaćim festivalima i kazališnim smotrama kod nas.
Na praizvedbi komada, 1992. godine igrali su Vladimir Davidović, Nada Kovačević, Franko Strmotić, Filip Radoš, Trpimir Jurkić i Boris Ugrin koji se nakon nekoliko godina povukao u mirovinu. Od 2010. godine u predstavi igraju: Filip Radoš, Franko Strmotić, Nada Kovačević, Vinko Mihanović i Slavko Sobin. Nakon nekoliko godina mijenja se postav predstava koji takav ostaje do danas. U posljednjoj verziji igraju Maro Drobnić, Nada Kovačević, Vinko Mihanović i Ivo Perkušić.
Tekst Jasena Boke Kazališni sat uspješno je postavljen u mnogim drugim kazalištima, a s velikim uspjehom je igran i u slovenskom kazalištu Mestno gledališče ljubljansko gdje je premijerno postavljen 29. rujna 2005. te se na repertoaru zadržao sedam godina. 

## Vanjske poveznice
http://www.gkm.hr/Reprize.html#KAZALIŠNI  Arhivirana inačica izvorne stranice od 8. siječnja 2011. (Wayback Machine)